# Meeting Royal d'Ascot
Le meeting Royal d'Ascot (en anglais : Royal Ascot) est un meeting hippique se déroulant annuellement sur l'hippodrome d'Ascot au Royaume-Uni,,,.

## Histoire
Le meeting d'Ascot a été fondé en 1768 et est devenu un meeting royal en 1911.

## Programme
| Jour     | Course                   | Catégorisation      | Distance | Conditions de course   |
| Mardi    | Queen Anne Stakes        | Groupe 1            | 1600 m   | 4 ans et plus          |
| Mardi    | Coventry Stakes          | Groupe 2            | 1200 m   | 2 ans                  |
| Mardi    | King's Stand Stakes      | Groupe 1            | 1000 m   | 3 ans et plus          |
| Mardi    | St James's Palace Stakes | Groupe 1            | 1600 m   | Poulains de trois ans  |
| Mardi    | Ascot Stakes             | Handicap            | 4000 m   | 4 ans et plus          |
| Mardi    | Wolferton Stakes         | Listed              | 2000 m   | 4 ans et plus          |
| Mardi    | Buckingham Palace Stakes | Handicap            | 1400 m   | 3 ans et plus          |
| Mercredi | Jersey Stakes            | Groupe 3            | 1400 m   | 3 ans                  |
| Mercredi | Queen Mary Stakes        | Groupe 2            | 1000 m   | Pouliches de deux ans  |
| Mercredi | Duke of Cambridge Stakes | Groupe 2            | 1600 m   | 4 ans et plus          |
| Mercredi | Prince of Wales's Stakes | Groupe 1            | 2000 m   | 4 ans et plus          |
| Mercredi | Royal Hunt Cup           | Handicap            | 1600 m   | 3 ans et plus          |
| Mercredi | Sandringham Stakes       | Handicap            | 1600 m   | Pouliches de trois ans |
| Jeudi    | Norfolk Stakes           | Groupe 2            | 1000 m   | 2 ans                  |
| Jeudi    | Hampton Court Stakes     | Groupe 3            | 1800 m   | 3 ans                  |
| Jeudi    | Ribblesdale Stakes       | Groupe 2            | 2400 m   | Pouliches de trois ans |
| Jeudi    | Gold Cup                 | Groupe 1            | 4000 m   | 4 ans et plus          |
| Jeudi    | Britannia Stakes         | Handicap            | 1600 m   | Poulains de trois ans  |
| Jeudi    | King George V Stakes     | Handicap            | 2400 m   | 3 ans                  |
| Vendredi | Albany Stakes            | Groupe 3            | 1200 m   | Pouliches de deux ans  |
| Vendredi | King Edward VII Stakes   | Groupe 2            | 2400 m   | Poulains de trois ans  |
| Vendredi | Commonwealth Cup         | Groupe 1            | 1200 m   | 3 ans                  |
| Vendredi | Coronation Stakes        | Groupe 1            | 1600 m   | Pouliche de trois ans  |
| Vendredi | Duke of Edinburgh Stakes | Handicap            | 2400 m   | 3 ans et plus          |
| Vendredi | Queen's Vase             | Groupe 2            | 2850 m   | 3 ans                  |
| Samedi   | Chesham Stakes           | Listed              | 1400 m   | 2 ans                  |
| Samedi   | Windsor Castle Stakes    | Listed              | 1000 m   | 2 ans                  |
| Samedi   | Hardwicke Stakes         | Groupe 2            | 2400 m   | 4 ans et plus          |
| Samedi   | Diamond Jubilee Stakes   | Groupe 1            | 1200 m   | 4 ans et plus          |
| Samedi   | Wokingham Stakes         | Handicap            | 1200 m   | 3 ans et plus          |
| Samedi   | Queen Alexandra Stakes   | Course à conditions | 4355 m   | 4 ans et plus          |